# Phare du cap Arkona
Le phare du cap Arkona (en allemand : Leuchtturm Kap Arkona) est un phare actif situé sur le Cap Arkona, sur la péninsule de Wittow à l'extrémité nord de l'île de Rügen dans l'Arrondissement de Poméranie-Occidentale-Rügen (Mecklembourg-Poméranie-Occidentale), en Allemagne.
Il est géré par la WSV de Stralsund.

## Histoire
Le premier phare a été construit en 1826/27 dont le dessin est attribué à l'architecte prussien Karl Friedrich Schinkel. Mis en chantier le 5 mai 1826 par la pose de la première pierre, il a été mis en service le 10 décembre 1827. C'est une tour quadrangulaire en brique de 22,45 m de haut qui émettait, à une hauteur focale de 66 m un feu visible jusqu'à 8 milles nautiques (environ 15 km). Environ 86 marches mènent à la galerie d'observation située à 15,55 m. Il a été mis hors service le 1er avril 1905 et il est le deuxième plus vieux phare sur la côte de la mer Baltique après le phare de Travemünde.
Le phare actuel du cap Arkona, construit entre 1901 et 1902, a été mis en service le 1er avril 1905. Il est situé à côté de l'ancienne tour et repose sur une base octogonale en granit. 175 marches mènent à une plate-forme d'observation publique à une hauteur de 28 m.
Le 27 juin 1894, la société Helios Aktiengesellschaft a lancé son projet de balise électrique en remplacement de la vieille tour. Cette société a construit et installé l'appareil d'éclairage en 1902. Il s’agissait de deux lampes montées sur une lampe à arc en carbone incorporées dans un système de lentille de Fresnel. Ce dispositif d'éclairage a fonctionné jusqu'en 1921 puis deux lampes à incandescence ont été installées en tant que sources de lumière. En 1995, ce système a été remplacé par une lampe aux halogénures métalliques d’une intensité de fonctionnement de 2,325 millions de candelas
Les deux phares, ainsi que la Tour du cap Arkona (de) ont été restaurées en 1990 pour être ouvertes aux visiteurs. L'ancien phare accueille un musée sur les phares et le sauvetage en mer, ainsi qu'un bureau d'état civil permettant la célébration de mariage.

## Description
Le phare, est une tour cylindrique en brique de 3 m de haut, avec une galerie et une lanterne. La tour est non peinte et la lanterne est rouge. Il émet, à une hauteur focale de 75 m, trois brefs éclats blancs de 0.2 seconde par période de 17 secondes. Sa portée est de 22 milles nautiques (environ 41 km).
Identifiant : ARLHS : FED-010 - Amirauté : C2592 - NGA : 5900.

## Caractéristiques dufeu maritime
Fréquence : 17 secondes (W-W-W)
- Lumière : 0.2 seconde
- Obscurité : 4.1 secondes
- Lumière : 0.2 seconde
- Obscurité : 4.1 secondes
- Lumière : 0.2 seconde
- Obscurité : 8.2 secondes

|              |
| Île de Rügen |

|                         |
| La balise du cap Arkona |

|          |
| Le phare |

### Lien connexe
- Liste des phares en Allemagne